# Harlem
Harlem è un quartiere di Manhattan nella città di New York, conosciuto per essere un grande centro culturale e commerciale degli afroamericani. Nonostante il nome sia generalmente attribuito a tutta la regione alta di Manhattan, Harlem è tradizionalmente limitato dalla 155ª Strada (155th Street) e dal fiume Harlem a nord, dal Central Park North a sud, dalla Quinta Strada ad est. Il limite occidentale di Harlem è il fiume Hudson, che funge anche da limite della città, della contea (county) e dello stato di New York.

## Storia

Mappa di Manhattan con evidenziato (in arancione) il quartiere di Harlem

L'insediamento venne fondato dagli olandesi nel 1658 con il nome di Nieuw Haarlem, in onore della città olandese di Haarlem. Nel 1664, gli inglesi presero il controllo della colonia olandese e ribattezzarono il luogo Harlem.
Nel XIX secolo Harlem era un sito pieno di fattorie, tra cui quella di proprietà di James Roosevelt ad est della 5th Avenue tra la 110th e la 125th Street, che attualmente è il centro della zona spagnola di Harlem.
Gli abitanti afroamericani arrivarono ad Harlem all'inizio del XX secolo ed entro il 1919 erano già quadruplicati.
Negli anni venti Harlem fu il centro in cui nacque un movimento culturale nero detto rinascimento di Harlem, che fu un tempo di produzioni artistiche come il jazz, i cui spettacoli erano destinati solo a gente bianca. Harlem è anche una delle zone in cui i ragazzi di strada iniziavano a ballare a ritmo di canzoni hip hop.
Nel corso degli anni immediatamente successivi la fine della seconda guerra mondiale il quartiere divenne meta di molti immigrati ispano-americani. In pochi anni, anche a causa di una sorta di periodo di decadenza generale della zona, Harlem si trasformò in quartiere povero con un elevato tasso di disoccupazione e criminalità.
Per anni conosciuto come il quartiere più pericoloso, malfamato e decadente all'interno dell'isola di Manhattan, a partire dalla metà degli anni novanta del XX secolo il quartiere ha iniziato a cambiare faccia, grazie soprattutto alla volontà dei suoi abitanti decisi a cambiare la situazione in meglio.
Oggi i segni del nuovo "rinascimento" iniziano ad essere tangibili con una migliore qualità della vita, più lavoro per tutti, meno criminalità ed uno spiccato ritorno alla diffusione della cultura afroamericana. Questo sta portando ad un processo di gentrificazione di molte zone che sta facendo crescere i costi delle case e soprattutto degli affitti, creando disagi notevoli alla popolazione residente. In questo senso di particolare interesse è la riqualificazione in atto a SOHA (South Harlem) per la costruzione di condomini di lusso.
Il genere musicale gospel in questo quartiere è molto diffuso e cantato in numerose chiese durante le funzioni religiose.

## Monumenti e luoghi d'interesse
- Apollo Theater
- City College of New York
- Cotton Club
- Lenox Lounge
- Mink Building
- Minton's Playhouse

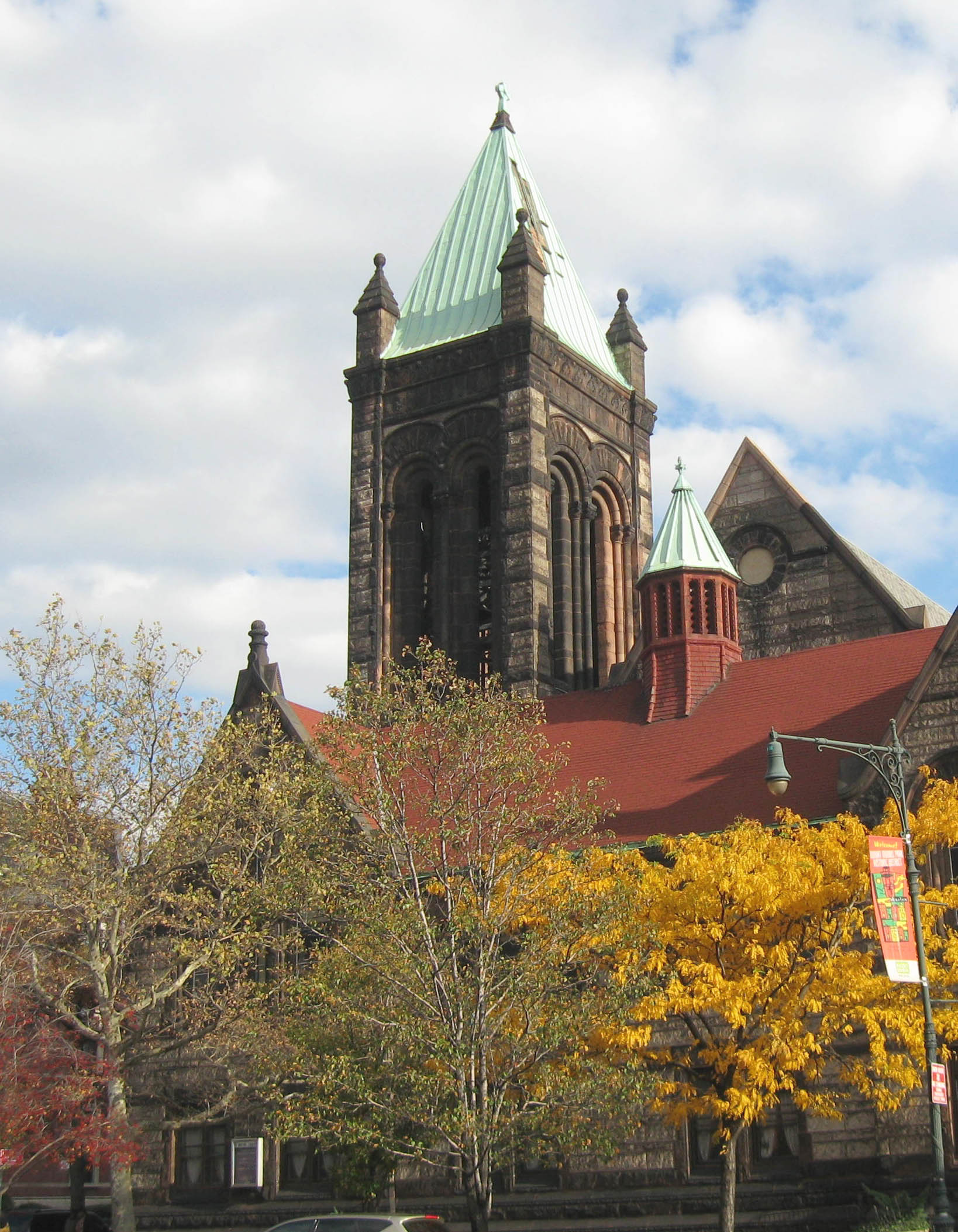
Chiesa episcopale di St Martin in Malcolm X Blvd

- Mount Morris Park Historic District
- El Museo del Barrio
- Museum of the City of New York
- National Black Theater
- Rucker Park
- Savoy Ballroom (ora chiuso)
- St. Nicholas Historic District
- St. Nicholas Houses
- Strivers' Row
- Studio Museum in Harlem
- Cattedrale di Saint John the Divine

## Infrastrutture e trasporti
Il quartiere è servito dalla metropolitana attraverso diverse stazioni sulle linee IRT Lenox Avenue (treni delle linee 2 e 3) e IND Eighth Avenue (treni delle linee A, B, C e D) e dalla stazione 155th Street della linea IND Concourse (treni della linea D).